# Sarracenia bellii
Sarracenia bellii är en flugtrumpetväxtart som beskrevs av Mellich. Sarracenia bellii ingår i släktet flugtrumpeter, och familjen flugtrumpetväxter. Inga underarter finns listade i Catalogue of Life.